# Лядов, Иван Матвеевич
Иван Матвеевич Лядов (1814, Шуя — 2 [14] декабря 1882) — российский купец; исследователь Шуйской истории, археологии, этнографии и статистики.

## Биография
Систематического образования не получил; в результате самообразования знал этнографию, статистику и историю Шуйского края. Изучал заводское, фабричное и хрустальное производство, рукоделия и ремесла; собирал старинные акты, касающиеся Шуйского края.
С 1861 года состоял действительным членом губернского статистического комитета.

## Научная деятельность
С 1848 года публиковал статьи во «Владимирских губернских ведомостях», а затем и в «Голосе» и «Москвитянине» — всего более 200.

### Избранные труды
- Вести из Шуи // Москвитянин. — 1853. — Т. 1, 4.
- Кожевенные заводы в городе Шуе и его уезде // Московские губернские ведомости — 1855. — № 12.
- Снаряжение в Шуе 123 дружины Владимирского ополчения // Москвитянин. — 1855. — Кн. 15—16.
- Деревня Хритонова и хритоновские косы во Владимирской губ. // Владимирские губернские ведомости — 1856. — № 11.
- Движение хлебной торговли на Холуйской пристани, Ковровского уезда, в 1856 г. // Владим. губ. вед. — 1857. — № 6.
- Движение хлебной торговли на Холуйской пристани в 1857 г. // Владим. губ. вед. — 1858. — № 8.
- Челобитные грамоты XVII в. относительно Шуи // Владим. губ. вед. — 1859. — № 13.
- Движение хлебной торговли на Холуйской пристани в 1858 и 1859 годах // Журнал Министерства внутренних дел. — 1859. — Ч. 35; 1860. — Ч. 16.
- Рукоделия, ремесла и промыслы сельских жителей Шуйского уезда Владимирской губернии в 1856 году. — СПб. : тип. т-ва «Обществ. польза», [ценз.] 1860. — 71 с.[1]
- Чулочное, валечное и овчинно-шубное производство в Шуйском уезде // Владим. губ. вед. — 1860. — № 3, 4, 12.
- Воспоминание о Ф. Я. Яковлеве // Владим. губ. вед. — 1861. — № 45, 52.
- Сельскохозяйственный очерк Шуйского уезда // Владим. губ. вед. — 1861. — № 10—12.
  - Сельскохозяйственный очерк Шуйского уезда. — Владимир, 1861. — 19 с.[1]
- Количество потребляемых дров в течение года в городе Шуе // Владим. губ. вед. — 1861. — № 50.
- В. А. Борисов : некролог // Владим. губ. вед. — 1861. — № 4.
  - Некролог [В. А. Борисова]. — Владимир, 1862. — 10 с.[1]
- Движение торговли в Шуйском уезде // Владим. губ. вед. — 1861. — № 5, 7, 17, 20, 36, 37.
- Документы касательно Шуи // Владим. губ. вед. — 1862. — № 18, 37.
- Хлебопашество вольнонаемным трудом в Шуйском уезде // Владим. губ. вед. — 1862. -№ 19.
- Производство мануфактурных и заводских изделий в городе Шуе // Владим. губ. вед. — 1862. — № 40.
- Очерк торговли хлопчатобумажною пряжею в гор. Шуе и его уезде // Памятная книжка Владимирской губ. на 1862 г. — 2-е изд.
- Грамота 1687 и Челобитная 1710 г. // Владим. губ. вед. — 1863. — № 5, 49.
- Историческая и современная записка о городе Шуе. — М. : тип. И. Чуксина, 1863. — 42 с.[1]
- О торговле в Шуйском крае // Владим. губ. вед. — 1863. — № 1, 6, 8, 28, 38.
- Торговые и фабрикантские дела в Шуйском крае // Тр. / Владим. губ. статист. комитет. — 1863. — Вып. 1.
- О торговле хлопчатобумажными товарами на холуйских ярмарках // Владим. губ. вед. — 1864. — № 2.
- Челобитные и указы ХVIІ—ХVІII вв. // Владим. губ. вед. — 1864. — № 3, 13, 20, 22, 24, 27, 35, 36.
- Заметки о состоянии погоды и урожае хлебов в Шуйском крае // Владим. губ. вед. — 1864. — № 5.
- Движение судоходства по реке Тезе // Владим. губ. вед. — 1864. — № 15.
- Шуя, город Владимирской губернии // Владим. губ. вед. — 1864. — № 40.
- О найденном надгробном памятнике в Николо-Шартомском монастыре 1672 г. // Владим. губ. вед. — 1864. — № 46.
- Состояние города Шуи в 1718 г.// Тр. / Владим. губ. статист. комитет. — 1866. — Вып. 5.
- Рукоделия, ремесла, промыслы и торговля жителей города Шуи и Шуйского уезда (Владимирской губернии). — Владимир : тип. Губ. зем. управы, 1876. — 72 с.[1]
- Село Дунилово и Мардасская волость по писцовым книгам XVII и ХVІІІ столетий // Владим. губ. вед. — 1875. — № 8, 16—18, 21, 23—26.

## Награды
- Три золотые медали — за труды по статистике
- Золотая медаль Императорского вольно-экономического общества (1859) — за сочинение о рукодельях, ремеслах и промыслах жителей Шуйского уезда.